# Kanał Kohna
Kanał Kohna – zlikwidowany kanał rzeczny (odcinek starego koryta rzeki Warty) długości ok. 0,75 km, płynący dawniej przez częstochowskie Stare Miasto. 

## Historia
Kanał ten od lat 60.. XIX wieku do lat 90. XX  doprowadzał wodę do położonej nad nim papierni Berka Kohna i Karola Ginsberga, której napęd stanowił młyn wodny. Dzięki wykopanej na tyłach papierni  sztucznej odnogi rzeki powstała wyspa między trasą warszawską a ul. Krakowską. Od strony ul. Strażackiej graniczył z budynkami Zespołu Szkół Zawodowych (dawna Szkoła rzemieślnicza H. Markusfelda), a na południe znajduje się budynek dawnej przychodni rehabilitacyjnej nieistniejących Zakładów Włókienniczych "Warta". Na wyspie znajdowały się zabudowania papierni i młyna oraz hale fabryczne Zakładów "Warta". Regulacja Warty zabezpieczała Zawodzie przed ciągłymi powodziami.

## Obecnie
Tereny pod dawnej papierni nabyła Spółka Dimet-Bielańska.
W roku 2001 budynki papierni zostały wyburzone, a gruz użyty do zasypania kanału, obecnie w jego miejscu istnieje ul. Kanał Kohna. W miejscu młyna i papierni polski deweloper Globe Trade Center wybudował centrum handlowe Galeria Jurajska. W dawnych halach Zakładów "Warty" mieści się Park handlowy "Warta". Na wyspie stworzonej przez Kanał znajduje się również budynek dawnego dworca Częstochowa Warta. Podczas wojny Niemcy deportowali z tego dworca Żydów z częstochowskeigo getta do obozu zagłady w Treblince. Przy dworcu znajduje się upamiętniający to wydarzenie pomnik.

## Literatura
- PORTRET STRAŻAKA. gazetacz.com.pl. [zarchiwizowane z tego adresu (2012-02-06)].
- Zdjęcie papierni i kanału w serwisie Częstochowa wczoraj i dziś. czestochowa.ws. [zarchiwizowane z tego adresu (2007-01-21)].
- Bogdan Snoch, Mała encyklopedia Częstochowy, Towarzystwo Przyjaciół Częstochowy, Częstochowa 2002